# 斎藤寿夫 (政治家)
斎藤 寿夫（齋藤 壽夫、さいとう としお、1908年1月11日 - 1999年5月24日）は、昭和期の政治家、官僚。静岡県知事（公選第2 - 5代）。衆議院議員（1期）、参議院議員（1期）。

## 経歴
現在の静岡県富士市に、大地主の長男として生まれる。旧制静岡高等学校を経て、1933年京都帝国大学法学部を卒業。学生時代は河上肇の講義に親しみ、学究の道を志していたが、滝川事件を機に官吏へと志望を変更し、1934年高等文官試験に合格、内務省に入省。
厚生省引揚援護局指導課長、静岡県民生部長、同総務部長を経て、1951年静岡県知事小林武治との政争の末自由党の公認取り付けに成功、同県知事選に立候補し当選を果たす。以後4期16年務める。在任中の功績としては佐久間ダム、伊豆スカイライン、田子の浦港の建設が挙げられる。
知事退任後は1967年から衆議院議員を1期、1972年から参議院議員を1期務めた。1978年秋の叙勲で勲二等旭日重光章受章（勲六等からの昇叙）。
1999年5月24日、慢性呼吸不全のため静岡県静岡市の自宅で死去、91歳。死没日をもって従六位から従三位に叙される。